# Денонощие
Денонощието е 24-часов  отрязък от време, за който Земята извършва едно пълно завъртане около своята ос.  За граждански цели, този отрязък се определя като този между две поредни полунощи.  Също така, то служи  и като времеизмервателна единица в ежедневието на човека – бита, стопанските дела и научната дейност.
Най-общо, денят е съставен от ден и нощ, които са с различна продължителност в зависимост от наклона на земната ос, полукълбото и др. Повечето подробности са дадени по-долу.
На свой ред, последователностите от денонощия образуват седмици, месеци, n-месечия, години, n-летия, векове и т.н.
Денонощието преминава през поредица от стъпки, по-основни от които са утрото, обедът, следобедът, вечерта и същинската нощ. Част от тях попадат изцяло в деня или нощта, докато останалите са преходни/гранични. Продължителността на всяка от тези е различна през годината в зависимост от наклона на земната ос, полукълбото и др. Дневното им протичане задвижва циркадните ритми у множество организми и са от жизнено значение за множество процеси у тях.
В общия случай, денонощието започва в полунощ, изписвана като 00:00 ч. или 12 ч. п.о. Съществуват и други образци, като еврейския календар, например, който отброява дните въз основа на времето между два залеза.

## Произход на думата
Думата е образувана от съчетаването на „ден“ и „нощ“. „Ден“ е от старобългарската дьнь, която е от праславянската *dьnь. „Нощ“ е от старобългарската нощь, която е от праславянската *not’ь.
В съвременния български език — предимно в разговорния, но понякога и в книжовния, „ден“ и „денонощие“ се употребяват еднозначно. На английски, например, думата и за двете е day.

## Части на денонощието
| Времева единица | Част от денонощието | Дял от частта на денонощието                   | Осветеност                         | Пояснения                                                                                |
| --------------- | ------------------- | ---------------------------------------------- | ---------------------------------- | ---------------------------------------------------------------------------------------- |
| Денонощие       | Нощ                 | Полунощ = среднощ                              | Полунощен мрак.                    |                                                                                          |
| Денонощие       | Нощ                 | Напреднала нощ                                 | Нощен мрак.                        |                                                                                          |
| Денонощие       | Нощ/Ден             | Заздрачаване                                   | Сутрешен здрач.                    | В кръгозора се наблюдава светлина, но слънчевият кръг не е видим. Здрач.                 |
| Денонощие       | Ден                 | Развиделяване = разсъмване = зазоряване = зора | Виделина.                          | Става светло, непосредствено преди изгрева. Погрешно се смята, че зората следва изгрева. |
| Денонощие       | Нощ/ден             | Изгрев                                         | Засилваща се светлина.             | Началният миг на деня и съставното му утро.                                              |
| Денонощие       | Ден                 | Утро = утрин(а) = сутрин = заран = саба(х)лен  | Дневна светлина.                   | Започва с изгрева.                                                                       |
| Денонощие       | Ден                 | Предобед = пред(и) пладне                      | Дневна светлина.                   |                                                                                          |
| Денонощие       | Ден                 | Обед = пладне                                  | Дневна светлина.                   |                                                                                          |
| Денонощие       | Ден                 | Следобед = след/после пладне                   | Дневна светлина.                   |                                                                                          |
| Денонощие       | Ден/Нощ             | Залез                                          | Отслабваща светлина.               |                                                                                          |
| Денонощие       | Нощ                 | Заздрачаване = привечер                        | Вечерен здрач = полумрак = сумрак. |                                                                                          |
| Денонощие       | Нощ                 | Вечер                                          | Нощен мрак.                        | Мрак = мрачина                                                                           |